# Adalbert Marksteiner
Adalbert Marksteiner en roumain ou Béla Marosvári en hongrois (né en 1919 et mort en 1976) est un joueur et entraîneur de football roumain et hongrois  d'origine allemande.

## Palmarès

### Avec le Ripensia Timișoara
- Champion de Roumanie en 1938
- Meilleur buteur du Championnat de Roumanie en 1939 (21 buts)

### Avec le Csepel Budapest
- Champion de Hongrie en 1942, 1943 et 1948
- Joueur de l'année en Hongrie: 1948